# گورستان باستانی واتل دی
گورستان باستانی واتل D مربوط به هزاره اول قبل از میلاد - سده‌های میانه دوران‌های تاریخی پس از اسلام است و در شهرستان رودبار، بخش خورگام، دهستان خورگام، روستای برارود، منطقه واتل واقع شده و این اثر در تاریخ ۷ اسفند ۱۳۸۶ با شمارهٔ ثبت ۲۱۵۳۹ به‌عنوان یکی از آثار ملی ایران به ثبت رسیده است.